# Chāt masālā

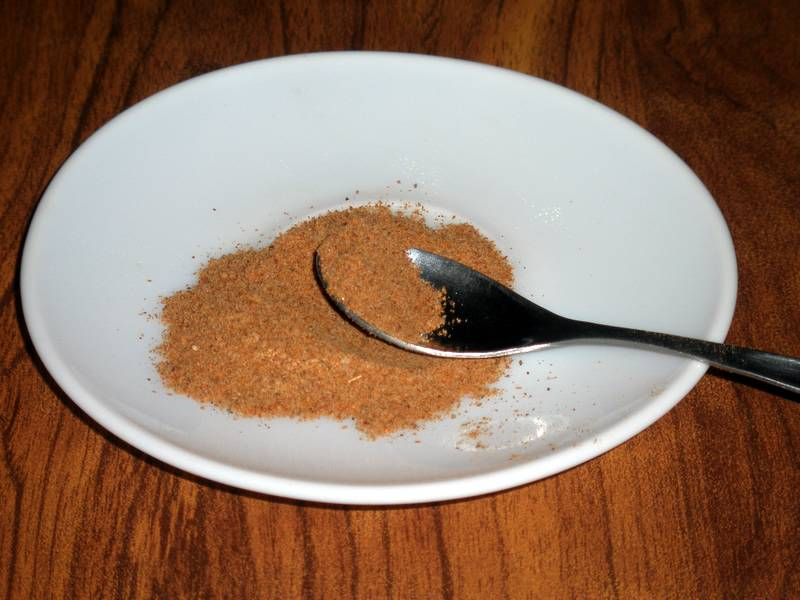
Chāt masālā dans un plat.

Le chāt masālā (en hindi : चाट मसाला ; chāt masālā) est un masala, mélange d'épices utilisé dans la cuisine indienne.
Il se compose typiquement d’amchur (poudre de mangue séchée), de cumin, de kala namak, de coriandre, de gingembre séché, de sel, de poivre noir, d'asafoetida et de poudre de piment. Ces ingrédients sont mélangés et servis sur un petit plat de métal ou une feuille de bananier, séché et placé dans un bol, sur des carrioles à chāt, spécialement au Gujarat, au Maharastra, et à travers toute l'Inde du Nord et même l'Inde du Sud.